# 亞庫申齊
49°15′31″N 28°22′10″E / 49.25861°N 28.36944°E

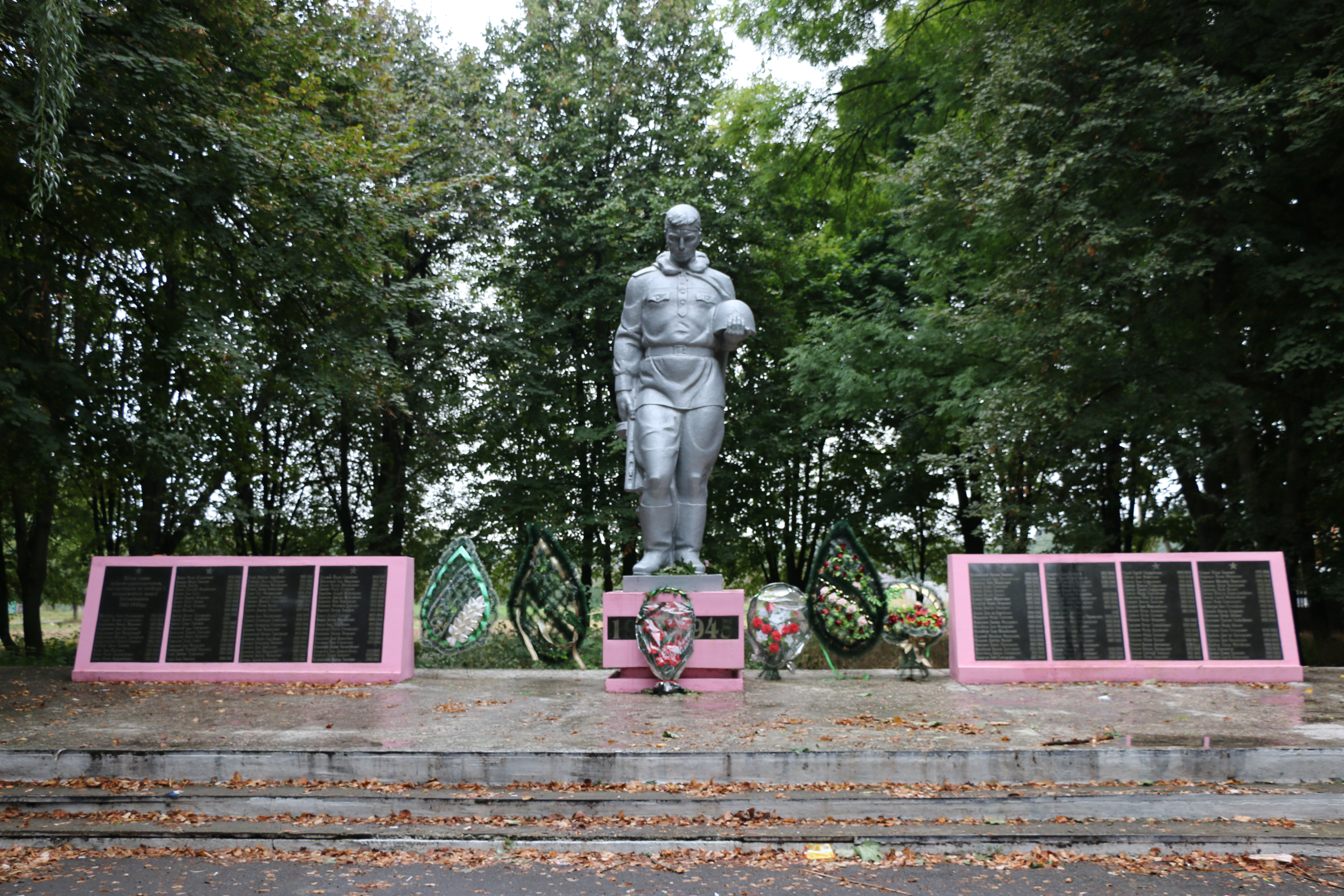
烈士纪念碑

亞庫申齊（烏克蘭語：Якушинці），是烏克蘭西南部文尼察州文尼察區亚库申齐市镇内的村落及其行政中心。始建於1600年，面積2.83平方公里，海拔高度287米，2001年人口2,463，人口密度每平方公里870.32人。